# Sociedad Editorial de España
La Sociedad Editorial de España, también conocida como «Grupo El Liberal» o «El Trust», fue una importante empresa editorial y periodística española que existió a comienzos del siglo XX. Fue impulsada en 1906 por los periódicos El Liberal de Madrid —cuyo director, Miguel Moya Ojanguren, pasó a dirigir la sociedad editorial— El Imparcial y el Heraldo de Madrid, que constituyeron los principales diarios del «trust». Poseía, además, otros nueve diarios y dos revistas.

## Historia

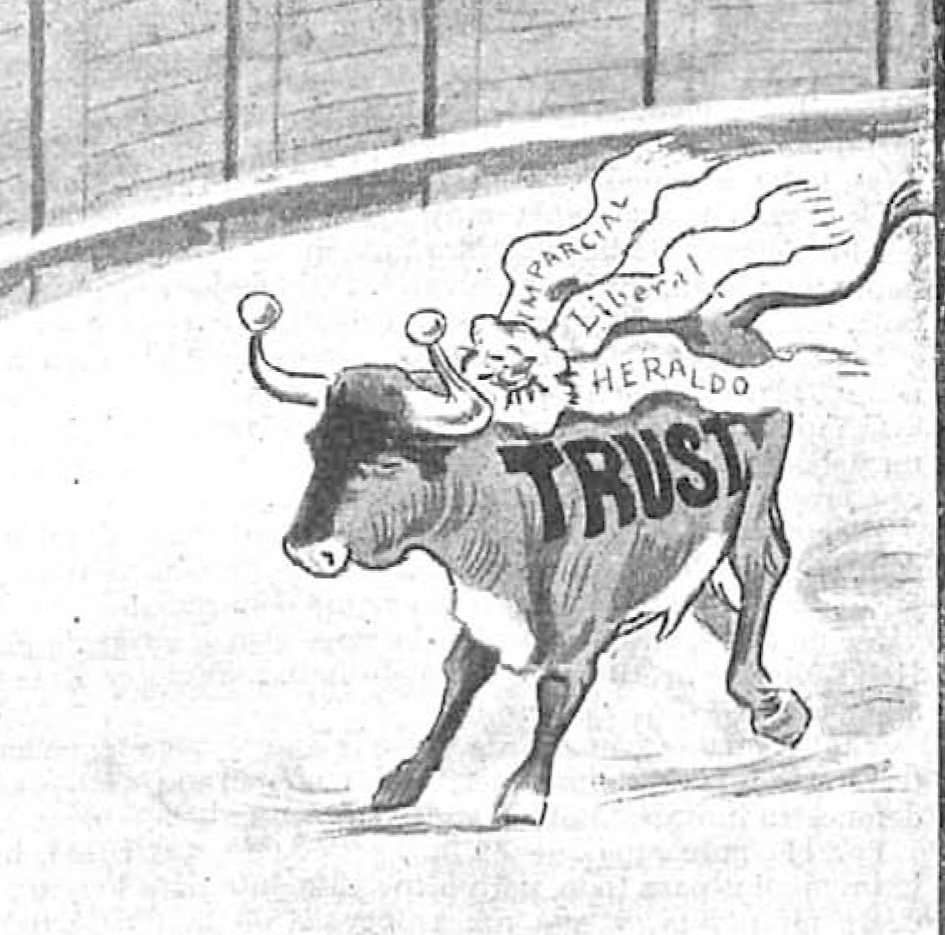
«El Trust» caricaturizado en Gedeón (1906)

La Sociedad Editorial de España se constituyó en mayo de 1906 como un «trust» periodístico que agruparía a tres conocidos diarios de la época: El Liberal, El Imparcial y el Heraldo de Madrid. Otros dos diarios, La Correspondencia de España y el ABC, finalmente no se unieron a este «trust» periodístico. La sociedad se fundó con un capital social inicial de diez millones de pesetas de la época.
Se trata de uno de los casos más llamativos en el ámbito de las empresas periodísticas españolas de la Restauración, ya que en el momento en el que El Liberal inicia este proceso de concentración empresarial había más de 300 diarios independientes en España. Junto con la Editorial Católica (Edica), la Sociedad Editorial de España constituye uno de los dos casos paradigmáticos que se dan en la prensa española durante estos años y prefigura el proceso generalizado de concentración empresarial que tiene lugar a finales del siglo XX en España, con la aparición de los grandes grupos de comunicación como Prisa, Vocento, Zeta, etc. 
Los principales diarios del grupo fueron El Liberal, El Imparcial y el Heraldo de Madrid. Además, existieron otros diarios a nivel regional y provincial. Primeramente, El Liberal de Madrid creó diarios de igual nombre en algunas de las grandes ciudades del país como por ejemplo El Liberal de Bilbao, que llegó a ser junto con el diario Euzkadi el más importante de Vizcaya. Otros diarios destacados fueron El Liberal de Barcelona, El Liberal de Sevilla, Las Provincias de Levante —editado en Murcia—, El Defensor de Granada, o el El Noroeste de Gijón. A los diez años de la fundación de la empresa, en marzo de 1916 El Imparcial se separó del grupo, ya que la operación no había sido económicamente beneficiosa para el diario. Aquello marcó el comienzo de la decadencia del grupo periodístico, que acabaría siendo un fracaso.
Para 1922 la situación de la empresa había empeorado considerablemente. Finalmente, la Sociedad Editorial de España fue adquirida por Manuel Busquets George y su hermano Joan, así como el abogado Amadeu Hurtado; en su lugar constituyeron la Sociedad Editora Universal, que sucedió a la anterior empresa.